# Multigraf (ortografia)
Multigraf, (łac. multi, „liczny” i gr. γράφω, grápho, „zapis”) pleograf, (gr. πλεο, pleo, „wiele”) poligraf, (stgr. πολύς, polýs, „liczny”) wieloznak – określona ilość liter oznaczająca jedną lub dwie głoski.

## Przykłady
Poniżej jest wymieniona wartość liczbowa znaków:
- dwuznak, digraf – dwa
- trójznak, trigraf – trzy
- tetragraf – cztery
- pentagraf – pięć
- heksagraf – sześć
- heptagraf – siedem